# Pokémon (anime)
L'anime Pokémon (ポケットモンスター Poketto Monsutā), basat en els videojocs de Pokémon, és un anime japonès. La sèrie va arribar a l'estranger abans que els videojocs, i ha donat peu a diverses pel·lícules.
Al Japó, és televisat per TV Tokyo; als Estats Units per Kids WB i Cartoon Network; i a Espanya, per Telecinco a escala estatal i diverses cadenes autonòmiques i locals. Gràcies al canal valencià Punt 2, la sèrie també es pot visionar en llengua catalana. A Catalunya, es varen editar en VHS en català nou episodis de la primera temporada i tres de la segona, en un pack anomenat La maleta elèctrica d'en Pikachu. BTV va emetre'n diversos episodis en castellà.

## Noms de les sèries
Com molts animes, els episodis de Pocket Monsters i Advanced Generation estan subdividits en sèries, normalment segons les àrees i els fets que s'hi tracten. Cada sèrie s'identifica per l'obertura. L'anime Pokémon té aquestes sèries:
- Pokémon la sèrie original - les aventures a Kanto, les Illes Taronja, i Johto.
  - Pokémon: Indigo League - la sèrie original, que cobreix les aventures a Kanto i la Meseta Índia. El subtítol "Indigo League" no és oficial, el títol és simplement "Pokémon".
  - Pokémon: Adventures on the Orange Islands - cobreix la història a les Illes Taronja. El subtítol "Indigo League" no és oficial; canvia l'obertura però el títol segueix sent "Pokémon".

Pokémon: The Johto Journeys - comença a l'inici del viatge a Johto i acaba quan els protagonistes arriben a Ciutat Bladar.
- - Pokémon: Johto League Champions - continua amb les aventures a Johto, i acaba quan arriben a Ciutat Orquídia.
  - Pokémon: Master Quest - finalitza amb les aventures a Johto.
- Pokémon: Advanced Generation - Continua amb les aventures a Hoenn i la Frontera de Batalla des d'on acaba Pocket Monsters.
  - Pokémon: Advanced - Comença on acaba Master Quest, i cobreix les aventures a Hoenn fins que els protagonistes deixen Ciutat Malvalona per primer cop.
  - Pokémon: Advanced Challenge - cobreix els tres Gimnasos i quatre Concursos següents.
  - Pokémon: Advanced Battle - cobreix els últims dos Gimnasos, dos Concursos, el Gran Festival, la Lliga de Hoenn i el principi de la Frontera de Batalla.
  - Pokémon: Battle Frontier - cobreix la resta de les instal·lacions de la Frontera de Batalla, així com els Concursos i Gran Festival de Kanto.
- Pokémon: Diamond & Pearl - les aventures a Sinnoh. Continua on s'acaba Advanced Generation, amb Hikari com a personatge principal. L'aventura comença amb Hikari fins quan Ash i Hikari aconsegueixen els seus objectius (arribar a la lliga de Sinnoh i guanyar els concursos respectuvamente).
  - Pokémon: Diamond & Pearl. Comença amb Hikari sortint en bici i coneix a Ash fins quan l'Ash aconsegueix la tercera medalla.
  - Pokémon DP: Battle Dimension - Comença després que Ash aconsegueix la seva tercera medalla fins a la batalla de Cresselia i Darkrai.
  - Pokémon DP: Galactic Battles - Comença després de Cressalia i Darkrai, amb una petita aventura a Ciutat canal amb un Rotom fins quan coneixen a Barry Ash aconsegueix un Gible.
  - Pokémon DP: Sinnoh League Victors - Comença després que Ash aconsegueix un Gible fins quan Tobias guanya la lliga i després els nostres protagonistes decideixen separar-se per complir els seus somnis.
- Pokémon BW - les aventures a Unova.
- Pokémon BW - Comença quan Ash i la seva mare arriben a l'aeroport d'Unova fins quan el Tepig d'Ash aprèn llança-flames.
  - Pokémon BW: Rival Destinies - comença quan Ash i els seus amics coneixen a Bianca, qui s'havia enfrontat a una noia molt forta, la líder de gimnàs Kamitsure.
  - Pokémon BW: Aventures a Unova - comença al poble de Cynthia i va fins un conflicte amb l'equip Plasma perquè volien fer servir el Reshiram.
    - Pokémon BW: Aventures a Unova i més enllà - comença quan els nostres amics deixen Unova i se'n van a les Illes Decoloras fins quan Alexia li ensenya a Ash que la seva germana és una líder de gimnàs.
- Pokémon XY - les aventures a Kalos.
- Pokémon XY - Comença després que Ash decideix anar a la regió de Kalos.
- Pokémon XY: Kalos Quest - 
  - Pokémon XY: XYZ - acaba amb la salvació de Zygarde i Kalos de les mans d'Equip Flare.
- Sol i Lluna - les aventures a Alola.
- Sol i Lluna - Comença quan l'Ash i la seva mare arriben a Alola.
  - Pokémon SM:Ultra Adventures -
  - Pokémon SM:Ultra Legends -

## Protagonistes

Imatge promocional de l'anime Pokémon

- Ash Ketchum / Satoshi (サトシ) - un noi amb molta ambició i l'objectiu de ser un Mestre Pokémon
- Pikachu (ピカチュウ Pikachū), un petit ratolí elèctric amb una cua en forma de llampec i la capacitat de generar descàrregues elèctriques a les galtes.
- Misty / Kasumi (カスミ) - la Líder del Gimnàs de Cerulean City, acompanya Ash en els seus viatges.
- Brock / Takeshi (タケシ) - el Líder del Gimnàs de Pewter City, acompanya Ash en els seus viatges.
- Tracey Sketchit / Kenji (ケンジ) - un dibuixant de Pokémon que acaba esdevenint ajudant del Professor Oak.
- May / Haruka (ハルカ) - la filla de Norman, el Líder del Gimnàs de Petalburg City, i una entrenadora que prefereix participar en Concursos Pokémon.
- Max / Masato (マサト) - el germà de May. Ha après moltes coses sobre els Pokémon llegint llibres, però encara és massa jove per ser entrenador.

## Episodis
Article principal: Llista d'episodis de Pokémon

### Episodis censurats
Article principal: Episodis censurats de Pokémon
Al llarg de la sèrie, s'han censurat nou episodis de Pokémon; alguns només han estat censurats en alguns països, mentre que d'altres ho han estat arreu del món. L'episodi censurat més conegut va ser Dennō Senshi Porygon, en què uns enlluernaments de colors massa intensos van provocar espasmes d'epilèpsia a més de 700 nens.

## Doblatge
| Personatge               | Veu al Japó | Veu a Catalunya   | Veu al País Valencià     |
| ------------------------ | --- | ----------------- | ------------------------ |
| Ash Ketchum              | Rica Matsumoto | Marta Covas       | Enric Puig               |
| Pikachu                  | Ikue Ōtani | Ikue Ōtani        | Ikue Ōtani               |
| Misty                    | Mayumi Iizuka | Carmen Ambrós     | Nina Romero              |
| Brock                    | Yūji Ueda | Óscar Muñoz       | Benja Figueres           |
| Tracey Sketchit          | Tomokazu Seki | Óscar Muñoz       | Boris Sanz-Dario Torrent |
| May                      | Kaori Suzuki | (No aparegut)     | (No aparegut)            |
| Max                      | Fushigi Yamada | (No aparegut)     | (No aparegut)            |
| Dawn                     | Megumi Toyoguchi | (No aparegut)     | (No aparegut)            |
| Iris                     | Aoi Yūki | (No aparegut)     | (No aparegut)            |
| Cilan                    | Mamoru Miyano | (No aparegut)     | (No aparegut)            |
| Serena                   | Mayuki Makiguchi | (No aparegut)     | (No aparegut)            |
| Clemont/Citron           | Yūki Kaji | (No aparegut)     | (No aparegut)            |
| Bonnie/Eureka            | Mariya Ise (EP803-887, 903-942) i Mika Kanai (EP888-902) | (No aparegut)     | (No aparegut)            |
| Lillie                   | Kei Shindō | (No aparegut)     | (No aparegut)            |
| Gary Oak                 | Yuko Kobayashi | Óscar Muñoz       | Ignasi Díaz Ferrando     |
| Ritchie                  | Minami Takayama | (No aparegut)     | (Desconegut)             |
| Harrison                 | Katsumi Toriumi | (No aparegut)     | (Desconegut)             |
| Drew                     | Mitsuki Saiga | (No aparegut)     | (No aparegut)            |
| Harley                   | Jun'ichi Kanemaru | (No aparegut)     | (No aparegut)            |
| Morrison                 | Masako Nozawa | (No aparegut)     | (No aparegut)            |
| Tyson                    | Kenji Nojima | (No aparegut)     | (No aparegut)            |
| Katie                    | Yōko Sōmi | (No aparegut)     | (No aparegut)            |
| Solidad                  | Rie Tanaka | (No aparegut)     | (No aparegut)            |
| Paul                     | Kiyotaka Furushima | (No aparegut)     | (No aparegut)            |
| Barry                    | Tatsuhisa Suzuki | (No aparegut)     | (No aparegut)            |
| Nando                    | Kazuya Nakai | (No aparegut)     | (No aparegut)            |
| Conway                   | Kōzō Mito | (No aparegut)     | (No aparegut)            |
| Zoe                      | Risa Hayamizu | (No aparegut)     | (No aparegut)            |
| Kenny                    | Yūko Mita | (No aparegut)     | (No aparegut)            |
| Ursula                   | Ayako Kawasumi | (No aparegut)     | (No aparegut)            |
| Tobias                   | Hiroki Takahashi | (No aparegut)     | (No aparegut)            |
| Trip                     | Akeno Watanabe | (No aparegut)     | (No aparegut)            |
| Bianca                   | Shizuka Itō | (No aparegut)     | (No aparegut)            |
| Burgundy                 | Ikumi Hayama | (No aparegut)     | (No aparegut)            |
| Georgia                  | Misato Fukuen | (No aparegut)     | (No aparegut)            |
| Stephan                  | Tomohiro Waki | (No aparegut)     | (No aparegut)            |
| Cameron                  | Kōki Uchiyama | (No aparegut)     | (No aparegut)            |
| Virgil                   | Yūki Kaji | (No aparegut)     | (No aparegut)            |
| Shauna                   | Yurie Kobori | (No aparegut)     | (No aparegut)            |
| Tierno                   | Anri Katsu | (No aparegut)     | (No aparegut)            |
| Trevor                   | Minami Fujii | (No aparegut)     | (No aparegut)            |
| Miette                   | Saori Hayashi (Temporada 17) i Kei Shindō (Temporades 18-19) | (No aparegut)     | (No aparegut)            |
| Nini                     | Motoko Kumai | (No aparegut)     | (No aparegut)            |
| Sawyer                   | Ikue Ōtani | (No aparegut)     | (No aparegut)            |
| Alain                    | Kenshō Ono | (No aparegut)     | (No aparegut)            |
| Gladion                  | Nobuhiko Okamoto | (No aparegut)     | (No aparegut)            |
| Professor Samuel Oak     | Unshō Ishizuka (fins a SM043), Kenyu Horiuchi (des de llavors SM093), Keiko Toda (nen), | Óscar Muñoz       | Martí Pich               |
| Professora Ivy           | Keiko Han | (No aparegut)     | (Desconegut)             |
| Professor Elm            | Kazuhiko Inoue | (No aparegut)     | (Desconegut)             |
| Professor Bedoll         | Fumihiko Tachiki | (No aparegut)     | (No aparegut)            |
| Professor Servera        | Iemasa Kayumi | (No aparegut)     | (No aparegut)            |
| Professora Alzina        | Naomi Shindō | (No aparegut)     | (No aparegut)            |
| Professor Xiprer         | Hiroshi Tsuchida | (No aparegut)     | (No aparegut)            |
| Professor Kukui          | Keiichi Nakagawa | (No aparegut)     | (No aparegut)            |
| Professora Pimpinella    | Sachi Kokuryū | (No aparegut)     | (No aparegut)            |
| Giovanni                 | Hirotaka Suzuoki (Temporades 1-8), Kenta Miyake (Temporades 9+) | (Desconegut)      | (Desconegut)             |
| Jessie                   | Megumi Hayashibara | Azucena Díaz      | Marina Vinyals           |
| James                    | Shin-ichiro Miki | Jordi Nogueras    | (Desconegut)             |
| Meowth                   | Inuko Inuyama | Joaquim Sota      | César Lechiguero         |
| Agent Mara               | Chinami Nishimura | Teresa Soler      | Sílvia Cabrera           |
| Infermera Joy            | Ayako Shiraishi (EP002-EP229), Yuriko Yamaguchi (EP245-EP488; EP517-EP656), Kikuko Inoue (Subs. temporal de EP491-EP516), Chika Fujimura (EP659-EP795), Chinatsu Akasaki (EP802-present) | (Desconegut)      | Eva Bau                  |
| Delia Ketchum            | Masami Toyoshima | (Desconegut)      | Marta Aparicio           |
| Narrador                 | Unsho Ishizuka (EP001-SM091, M01-M22), Kenyu Horiuchi (SM095-present), Noriko Sakai (PK07), Atsuko Maeda (PK25), Mayu Watanabe (PK26) i Mizuki Yamamoto (PK27) | Joaquim Sota      | César Lechiguero         |
| Pokédex                  | Shin'ichirō Miki (Kanto-Johto), Megumi Hayashibara (Hoenn), Tomoko Kawakami (DP001-DP101) i Satsuki Yukino (DP102-DP191, SS024) (Sinnoh), Unshō Ishizuka i Mariya Ise (Unova), (XY003-XY086), Mika Kanai (XY087-XY093) i Unshō Ishizuka (XY094-XY140) (Kalos), Daisuke Namikawa (Veu de Rotom Dex) | Joaquim Sota      | (Desconegut)             |
| Opening 1                | Rica Matsumoto (1997-1998) | Llorenç Fernández | José García              |
| Opening 2                | Rica Matsumoto | Desconegut        | Darío Torrent            |
| Opening 3                | Rica Matsumoto | (Desconegut)      | Darío Torrent            |
| Opening 4                | Whiteberry (Opening 1 Versió de Whiteberry) | Desconegut        | José García              |
| Opening 5                | Naomi Tamura | (Desconegut)      | José García              |
| Font: Anime News Network | |                   |                          |